# Santa Clara (Cuba)
Santa Clara è un comune di Cuba, capoluogo della provincia di Villa Clara (che insieme alle province di Cienfuegos e Sancti Spíritus faceva parte della vecchia provincia di Las Villas).  La città è localizzata in una posizione centrale all’interno dell’isola a circa 300 km dalla capitale del paese.

## Storia
Fu fondata il 15 luglio 1689 da diciotto famiglie che vengono ricordate dal monumento situato nella piazza Iglesia del Carmen, il sito religioso più antico della città risalente al 1748. Nel 1692, in seguito ad un incendio che svuotò le strade di Remedios, uno degli insediamenti più antichi di Cuba, Santa Clara ebbe una notevole crescita e la popolazione si trasferì presso il comune. La località ebbe una partecipazione attiva nelle lotte per l’indipendenza, nella guerra dei Dieci Anni e nella Rivoluzione Cubana, durante la quale avvenne la Battaglia di Santa Clara, evento significativo per il comune.
A causa degli scontri e delle guerriglie, la città fu soprannominata “Città Liberale” e in memoria del passato ospita diverse attrazioni storiche tra cui il Mausoleo del Che Guevara, in onore del guerrigliero e il Museo de la Toma del Tren Blindado, che ricorda l’assalto al treno blindato da parte dei ribelli. Anche Parque Leoncio Vidal, localizzato nel centro storico, fu scenario negli anni Trenta di proteste e di manifestazioni studentesche e operaie.
Le vicende che si svolsero in questa città nel dicembre del 1958 furono determinanti per il successo della rivoluzione. In particolare le azioni di guerriglia condotte da Che Guevara e da Camilo Cienfuegos inflissero pesanti perdite all'esercito di Fulgencio Batista, e determinarono la capitolazione e la fuga del dittatore.

## Economia
Centro di commercio e snodo di trasporti stradali e ferroviari, oltreché sede dell'aeroporto Abel Santamaría, ha una popolazione stimata di 237 581 abitanti, secondo il censimento del 2004. L'allevamento fu l'attività principale della città fino al XIX secolo, quando fu soppiantata dalla coltivazione della canna da zucchero. La lavorazione e la commercializzazione del tabacco è ora una delle attività principali.

## Monumenti e luoghi d'interesse
Santa Clara è rinomata per essere sede del mausoleo di Che Guevara, diviso in 2 due parti: la prima zona ospita, dall'agosto 1997, le tombe di Ernesto Guevara e di sei suoi compagni caduti in Bolivia e di 14 combattenti uccisi in Guatemala. La seconda zona è dedicata ad un fotocronistoria della vita del Che fin dai primi anni di vita, integrando le foto ad oggetti di proprietà del combattente e di uso comune durante la sua attività come medico nel sud di Cuba all'epoca dello sbarco con Fidel Castro, nel 1956.
L'importanza e la vivacità del centro si deve anche alla presenza dell'Università Centrale Marta Abreu de las Villas, riconosciuta come la seconda università  più prestigiosa del paese.

## Amministrazione

### Gemellaggi
- Cali, dal 1994
- Oviedo, dal 1995[3]
- Bloomington, dal 1999
- Čeboksary, dal 2004